# 長谷五郎
長谷 五郎（はせ ごろう、1882年 - ?）は、日本の医者である。
整形外科学、名倉堂の接骨術、天神真楊流柔術を修め接骨治療の名手といわれた。

## 経歴
1882年1月5日（明治15年1月5日）、静岡県榛原郡相良に生まれる。
阿波国出身の鉱業家であった長谷又三郎の五男である。幼少より家伝の天神真楊流柔術を長谷又三郎から学ぶ。
1883年（明治16年）兄の山口勝三郎がに四谷区荒木町に名倉堂接骨院を開き名技を以て知られていた。長谷五郎は山口勝三郎に養われ医学を修める傍ら接骨の術も修得した。
山口勝三郎が死去したことにより名倉堂接骨院の後を継いだ。
鉄道省、東京市電気局、日本麦酒株式会社、華族階級の指定医を務めた。